# エヌケーシステム
株式会社エヌケーシステム（NK-SYSTEM CO.,Ltd.）は、かつて存在した、コンピューターゲームのソフト開発を主業務とする日本のゲームメーカーである。
1983年に設立され、1995年よりゲームソフト開発に乗り出す。2008年12月25日に倒産した。

## 製品

### PlayStation
- パンドラプロジェクト（1996年5月3日発売。開発：チームバグハウス[2]、発売元：SUNSOFT）
- 公開されなかった手記（1997年1月17日発売。開発：チームバグハウス[2]、発売元：SUNSOFT）
- モンスターシード（1998年11月5日発売。発売元：SUNSOFT）
- 宇宙戦艦ヤマト 遥かなる星イスカンダル（1999年2月4日発売。発売元：バンダイ）
- さらば宇宙戦艦ヤマト 愛の戦士たち（2000年5月2日発売。発売元：バンダイ）
- 宇宙戦艦ヤマト 英雄の軌跡（2000年9月28日発売。発売元：バンダイ）

### PlayStation 2
- レジェンズ 激闘!サーガバトル（2004年12月16日発売。発売元：バンダイ）
- 宇宙戦艦ヤマト イスカンダルへの追憶（2005年1月27日発売。発売元：バンダイ）
- スーパーロボット大戦Scramble Commander（発売元：バンプレスト）
- スーパーロボット大戦Scramble Commander the 2nd（2007年11月1日発売。発売元：バンプレスト）
- トリノホシ 〜Aerial Planet〜（2008年2月28日発売。発売元：日本一ソフトウェア）

### ニンテンドーDS
- ジグソーワールド 大激闘!ジグバトル・ヒーローズ（2008年6月26日発売。発売元：日本一ソフトウェア）